# Liste des évêques et archevêques de Tolède
Pour un article plus général, voir Archidiocèse de Tolède.
Liste des archevêques de Tolède du IIIe siècle à aujourd'hui :

## Évêques de Tolède
- Ier siècle ou ?-v. 250 : Eugène Ier
- 286-306 : Mélance de Tolède (Melantius)
- 325-335 : Patruinus
- 335-345 : Toribius
- 345-355 : Quintus
- 355-365 : Vincent
- 356-375 : Paulatus
- 375-385 : Natallus
- 385-395 : Audentius
- 395-412 : Asturius
- 412-427 : Isicius
- 427-440 : Martin
- 440-454 : Castinus
- 454-467 : Campeius
- 467-482 : Sinticius
- 482-494 : Praumatus
- 494-508 : Petrus
- -520 : Celsus
- 521-531 : Montanus
- Julien
- Bacauda
- Petrus II
- Euphemius
- Exuperius
- Adelphus
- Conancius

## Archevêques de Tolède

### VIIesiècle
- 603-615 : Aurasius
- 615-633 : Helladius
- 633-636 : Justus
- 636-646 : Eugène II
- 646-657 : Eugène III
- 657-667 : Ildefonse
- 667-680 : Quiricus
- 680-690 : Julien II
- 690-693 : Sisbert
- 694-700 : Félix
- 700-710 : Gondéric

### VIIIesiècle
- 711- : Sindred
- Sunired
- 755-774 : Concordius
- 774-783 : Cixila (en)
- 783-800 : Elipand

### IXesiècle
- -828 : Gumesindo
- -858 : Wistremiro
- -858 :  Euloge de Cordoue
- 859-892 : Bonito

### Xesiècle
- 892-926 : Jean
- Ubayd Allah ben Qasim

### XIesiècle
- 1058-1080 : Pascal
- 1086-1125 : Bernard de Sédirac

### XIIesiècle
- 1125-1152 : Raymond de Sauvetat
- 1152-1166 : Jean II
- 1167-1180 : Cerebruno
- 1181-1182 : Pedro de Cardona
- 1182-1191 : Gonzalo Petrez

### XIIIesiècle
- 1192-1208 : Martín López de Pisuerga
- 1209-1247 : Rodrigo Jiménez de Rada
- 1248 : Juan Medina de Pomar
- 1249-1250 : Gutierre Ruiz Dolea
- 1251-1261 : Sanche de Castille et Souabe (fils de Ferdinand III de Castille et d'Élisabeth de Souabe).
- 1262-1265 : Domingo Pascual
- 1266-1275 : Sanche d'Aragon (mort en 1275) (es) (fils de Jacques Ier d'Aragon et de Yolande de Hongrie)
- 1276-1280 : Fernando Rodríguez de Covarrubias
- 1280-1299 : Gonzalo García Gudiel

### XIVesiècle
- 1299-1310 : Gonzalo Díaz Palomeque
- 1310-1319 : Gutierre Gómez de Toledo
- 1319-1328 : Jean d'Aragon
- 1328-1338 : Jimeno de Luna (es)
- 1338-1350 : Gil Álvarez Carrillo de Albornoz
- 1351-1353 : Gonzalo de Aguilar
- 1353-1362 : Vasco Fernández de Toledo (es)
- 1362-1375 : Gómez Manrique
- 1377-1399 : Pedro Tenorio

### XVesiècle
- 1403-1414 : Pedro de Luna
- 1415-1422 : Sancho de Rojas
- 1423-1434 : Juan Martínez de Contreras
- 1434-1442 : Juan de Cerezuela
- 1442-1445 : Gutierre Álvarez de Toledo
- 1446-1482 : Alfonso Carrillo de Acuña
- 1482-1495 : Pedro González de Mendoza

### XVIesiècle
- 1495-1517 : Francisco Jiménez de Cisneros
- 1517-1521 : Guillermo de Croy
- 1523-1534 : Alonso de Fonseca y Ulloa
- 1534-1545 : Juan Pardo de Tavera
- 1545-1557 : Juan Martínez Silíceo
- 1558-1576 : Bartolomé Carranza
- 1577-1594 : Gaspar de Quiroga y Vela
- 1595-1598 : Alberto, Archiduque de Austria
- 1598-1599 : García Loaysa y Girón

### XVIIesiècle
- 1599-1618 : Bernardo Sandoval y Rojas
- 1620-1641 : Ferdinand de Habsbourg, archiduc d'Autriche, Infant d'Espagne (fils cadet du roi Philippe III d'Espagne), cardinal,
- 1645 : Gaspar de Borja y Velasco
- 1646-1665 : Baltasar Moscoso y Sandoval
- 1666-1677 : Pascual de Aragón (1626-1677), créé cardinal par Alexandre VII le 5 avril 1660

### XVIIIesiècle
- 1677-1709 : Luis Manuel Fernández Portocarrero
- 1715-1720 : Francisco Valero y Losa
- 1720-1724 : Diego de Astorga y Céspedes
- 1735-1754 : Luis Antonio de Borbón y Farnesio (frère du roi Charles III d'Espagne).
- 1755-1771 :  Luis Fernández de Córdoba
- 1772-1800 : Francisco Antonio de Lorenzana y Butrón

### XIXesiècle
- 1800-1823 : Luis María de Borbón y Villabriga (fils de Luis Antonio de Borbón y Farnesio)
- 1824-1836 : Pedro Inguanzo y Rivero
- 1849-1857 : Juan José Bonel y Orbe
- 1857-1872 : Cirilo de Alameda y Brea
- 1875-1884 : Juan Ignacio Moreno y Maisonave
- 1885-1886 : Zeferino González y Díaz Tuñón
- 1886-1891 : Miguel Payá y Rico
- 1892-1898 : Antolín Monescillo y Viso

### XXesiècle
- 1898-1909 : Ciriaco María Sancha y Hervás
- 1909-1913 : Gregorio Maria Aguirre Garcia
- 1913-1920 : Victoriano Guisasola y Menéndez
- 1920-1921 : Enrique Almaraz y Santos
- 1922-1927 : Enrique Reig y Casanova
- 1927-1931 : Pedro Segura y Sáenz
- 1933-1940 : Isidro Gomá y Tomás
- 1941-1968 : Enrique Pla y Deniel
- 1969-1972 : Vicente Enrique y Tarancón
- 1972-1995 : Marcelo González Martín

### XXIesiècle
- 1995-2002 : Francisco Álvarez Martínez
- 2002-2008 : Antonio Cañizares Llovera
- 2009-2019 : Braulio Rodríguez Plaza
- depuis 2019 : Francisco Cerro Chaves (es)